# Punto de ignición en motores de combustión
Se denomina punto de ignición al momento más propicio para que se inicie el encendido del combustible en un motor de combustión interna (MCI)
Motor de combustión interna es todo aquel en el cual se incendia una mezcla de combustible y aire para producir energía mecánica o de movimiento de masas, partiendo de la energía química contenida en el combustible y aprovechada más comúnmente a partir de una chispa eléctrica generada por la bujía dentro de la cámara de combustión de un cilindro dentro del cual se desplaza un émbolo o pistón. Este motor responde al Ciclo de Otto
Vea una excelente figura explicativa a seguir:  (recomendamos presionar  SHIFT antes de cliquear, para abrir la figura en otra ventana y no perder esta de vistas.

## Conceptos en mecánica de motores
- Energía Mecánica = Fuerza x espacio que el "embolo" se desplaza
- "embolo" = masa total desplazada comprendiendo(la del émbolo, perno de émbolo, aros de compresión, bielas, cigüeñal y la carga impuesta a él por la caja de transmisión que obra como elemento resistente)
- Fuerza = Presión x Superficie operante (de la cabeza émbolo)
- Presión = Volumen final - volumen inicial (de los gases producidos por la ignición considerando su libre expansión)

- Datos: Q6093207